# Scared Straight!
Pour plus de détails, voir Fiche technique et Distribution.
Scared Straight! est un film documentaire américain réalisé par Arnold Shapiro et sorti en 1978.
Il remporte l'Oscar du meilleur film documentaire en 1979.
À la suite de ce film, plusieurs États ont introduit un programme baptisé Scared Straight! pour tenter de réhabiliter de jeunes délinquants.

## Synopsis
Le documentaire, filmé dans la prison d'État de l'East Jersey, raconte la vie d'un groupe de jeunes délinquants qui rencontrent des condamnés à perpétuité, qui font en sorte de les effrayer (d'où le titre Scared Straight!) pour leur éviter la prison. 

## Fiche technique
- Réalisateur : Arnold Shapiro
- Production : Golden West Television[3]
- Image : William Moffitt
- Lieu de tournage : New Jersey
- Montage : Robert Niemack (Bob Niemack)
- Durée : 52 minutes

## Distribution
- Narrateur : Peter Falk

## Nominations et récompenses
- Oscar du meilleur film documentaire en 1979

## Suites
Le documentaire a été suivi par Scared Straight! Another Story (1980), Scared Straight! 10 Years Later (1987), et Scared Straight! 20 Years Later (1999).